# Щеглиці
Щеглиці (пол. Szczeglice) — село в Польщі, у гміні Богорія Сташовського повіту Свентокшиського воєводства.
Населення — 228 осіб (2011).
У 1975-1998 роках село належало до Тарнобжезького воєводства.

## Демографія
Демографічна структура на день 31 березня 2011 року:
|          | Загалом | Допрацездатний вік | Працездатний вік | Постпрацездатний вік |
| -------- | ------- | ------------------ | ---------------- | -------------------- |
| Чоловіки | 123     | 28                 | 77               | 18                   |
| Жінки    | 105     | 20                 | 52               | 33                   |
| Разом    | 228     | 48                 | 129              | 51                   |